# Kimberly Reyes
Kimberly Reyes Hernández (Barranquilla, 9 de julio de 1988) es una modelo, actriz, cantante y presentadora colombiana. Interpretó a Lucía Arjona en la telenovela Diomedes, el Cacique de La Junta, Heidy Tatiana en la telenovela Casa de reinas, etc. Reemplazó a Majida Issa en el papel de Yésica Beltrán "La Diabla" en la serie Sin senos si hay paraiso desde los últimos capítulos de la tercera temporada y en El final del paraíso.

## Biografía

### Carrera
En 2009 participó en Miss Mundo Colombia y ocupó el puesto de virreina, también representó al país en Miss Globe International en Albania. En ese mismo año la llamaron para el casting de Sweet, lo hizo en vivo y en directo y se ganó el trabajo de presentadora.

## Filmografía

### Televisión
| Año       | Título                           | Personaje                                                            | Rol                                       |
| --------- | -------------------------------- | -------------------------------------------------------------------- | ----------------------------------------- |
| 2011-2012 | El Joe, la leyenda               | Luz Mary                                                             | Elenco Principal; Telenovela              |
| 2012      | ¿Dónde carajos está Umaña?       | Magaly Dangond                                                       | Elenco Secundario; Telenovela             |
| 2012-2013 | Casa de reinas                   | Heidy Tatiana                                                        | Invitada Especial; Telenovela             |
| 2013-2014 | El día de la suerte              | Sofía Medina Dávila                                                  | Elenco Principal; Telenovela              |
| 2014      | Entre Panas                      | Lina                                                                 | Protagonista; Miniserie                   |
| 2015      | La tusa                          | Kimberly Heredia                                                     | Elenco Principal; Telenovela              |
| 2015      | Diomedes, el Cacique de la Junta | Lucía Arjona                                                         | Elenco Principal; Telenovela              |
| 2016      | Cuando vivas conmigo             | Mabel Barraza Muñoz                                                  | Elenco Principal; Telenovela              |
| 2016-2017 | La ley del corazón               | Ana María                                                            | Elenco Recurrente; Telenovela             |
| 2018-2019 | Loquito por ti                   | Perla Guzmán Angulo                                                  | Elenco Principal; Telenovela              |
| 2018      | Sin senos si hay paraíso         | Yesica Beltrán "La Diabla" / Agente Valeria Montes / Karla Maldonado | Antagonista; Telenovela (Doble personaje) |
| 2019      | El final del paraíso             | Yesica Beltrán "La Diabla" / Agente Valeria Montes / Karla Maldonado | Antagonista; Telenovela (Doble personaje) |

### Cine
| Año  | Título                     | Personaje  |
| ---- | -------------------------- | ---------- |
| 2017 | Empeliculados              | Juliana    |
| 2020 | Ni una lagrima más (Corto) | Ella misma |

### Programas
| Año       | Título                                          | Rol          |
| --------- | ----------------------------------------------- | ------------ |
| 2009-2010 | Sweet, el dulce sabor del chisme                | Presentadora |
| 2010-2011 | El Lavadero                                     | Presentadora |
| 2019      | The Suso's Show                                 | Invitada     |
| 2022      | Bake Off Celebrity, el gran pastelero: Colombia | Participante |

## Premios y nominaciones

### Premios Tvynovelas
| Año  | Categoría                              | Telenovela/Serie                 | Resultado |
| ---- | -------------------------------------- | -------------------------------- | --------- |
| 2017 | Mejor actriz antagónica de telenovela  | Cuando vivas conmigo             | Nominada  |
| 2016 | Mejor actriz protagónica de telenovela | Diomedes, el Cacique de La Junta | Ganadora  |
| 2012 | Mejor actriz de reparto de telenovela  | El Joe, la leyenda               | Ganadora  |

### Premios India Catalina
| Año  | Categoría                                      | Telenovela o Serie               | Resultado |
| ---- | ---------------------------------------------- | -------------------------------- | --------- |
| 2016 | Mejor actriz protagónica de telenovela o serie | Diomedes, el Cacique de La Junta | Nominada  |

### Premios Latin Plug
| Año  | Categoría            | Resultado |
| ---- | -------------------- | --------- |
| 2021 | Mejor actriz del año | Ganadora  |